# Franz Mehring
Franz Erdmann Mehring (Schlawe, Pomerania, 27 de febrero de 1846 - Berlín, 29 de enero de 1919) fue un periodista, político e historiador alemán.

## Biografía

### Primeros años
Franz Mehring nació el 27 de febrero de 1846 en Schlawe, Pomerania, hijo de una familia burguesa.

### Carrera política
Trabajó para varios periódicos y semanarios, entre ellos el Neue Zeit. En 1868 se trasladó a Berlín para estudiar y trabajar en la oficina editorial del periódico Die Zukunft.
Entre 1871 y 1874, trabajó para la Oficina de Corresponsales de Oldenburg, escribiendo crónicas de las sesiones del Reichstag y del parlamento local. Se convirtió en un famoso reportero parlamentario, publicando sus trabajos en los periódicos Frankfurter Zeitung y Die Waage, este último publicado por Leopold Sonnemann (1831-1909), con el que mantuvo una disputa que le hizo abandonar este periódico, convirtiéndose en 1884 en editor jefe del periódico liberal Berlin Volks-Zeitung. Aunque de origen burgués, protestó airadamente contra la ley de Otto von Bismarck que prohibía las actividades socialistas.
En 1891 ingresó en el Partido Socialdemócrata de Alemania (SPD). Entre 1902 y 1907 Mehring fue el editor jefe del periódico socialdemócrata Leipziger Volkszeitung. Entre 1906 y 1911 enseñó en la escuela de partido del SPD. Fue miembro del parlamento prusiano entre 1917 y 1918. Durante la Primera Guerra Mundial Mehring comenzó a distanciarse del SPD, fundando la Liga Espartaquista en 1916 junto a Rosa Luxemburgo y Karl Liebknecht. Mehring simpatizaba con los bolcheviques en Rusia y con la Revolución de Octubre. Mehring, además, escribió una biografía marxista sobre el guerrero y rey sueco Gustavo II Adolfo rechazando la explicación oficial de la Guerra de los Treinta Años como una guerra vinculada a la religión, argumentando en cambio que los intereses económicos y sociales de varias clases eran los estímulos reales del conflicto.
En 1918, después de largos e irritantes retrasos debido a la censura militar, publicó el libro Karl Marx: Geschichte seines Lebens(en). Ésta biografía clásica de Marx fue dedicada a su compañera Clara Zetkin. El libro fue traducido en diversos idiomas, incluyendo el ruso (1920), el danés (1922), el húngaro (1925), el japonés (1930), el español (1932), y el inglés (1935).

### Muerte y legado
Estando enfermo, Mehring se vio profundamente afectado por la muerte de sus compañeros Rosa Luxemburgo y Karl Liebknecht en enero de 1919. Murió justo dos semanas después, el 28 de enero de 1919 en Berlín.
Los documentos de Mehring residen en el Centro Ruso para la Preservación y la Investigación de Documentos Históricos Modernos (RCChIDNI), en Moscú. Este material también está disponible para su uso por investigadores en tres carretes de microfilme.
Mehringdamm, Mehringplatz y la Fuerza Aérea y Defensa Aérea del Ejército Popular Nacional, ubicada en Kamenz, recibieron su nombre.